# آکسارسوی
آکسارسوی {{ازبکی|Aksarsoy) یک رود در ازبکستان است که در ازبکستان واقع شده‌است.